# 阿知須駅
阿知須駅（あじすえき）は、山口県山口市阿知須にある、西日本旅客鉄道（JR西日本）宇部線の駅。

## 歴史
- 1924年（大正13年）8月17日：宇部鉄道が床波駅から延伸した際の終着駅である本阿知須駅（ほんあじすえき）として開業[2]（今の本由良駅が当時の阿知須駅だった）。
- 1925年（大正14年）3月26日：宇部鉄道が当駅から小郡駅（現・新山口駅）まで延伸、途中駅となる[2]。
- 1943年（昭和18年）5月1日：宇部鉄道国有化[2][3]。国有鉄道宇部東線の駅となる[2]。
- 1948年（昭和23年）2月1日：宇部東線が宇部線に改称され、当駅もその所属となる[2]。
- 1950年（昭和25年）6月1日：阿知須駅に改称（同時に初代阿知須駅は本由良駅に改称）[4]。
- 1962年（昭和37年）9月1日：貨物取扱廃止[3]。
- 1978年（昭和53年）4月5日：駅舎改築[5]。
- 1982年（昭和57年）4月1日：中国交通事業に駅業務を委託。
- 1984年（昭和59年）2月1日：荷物扱い廃止[3]。
- 1987年（昭和62年）4月1日：国鉄分割民営化により、西日本旅客鉄道の駅となる[2][3]。
- 2001年（平成13年）7月14日 - 9月30日：山口きらら博の開催で、最寄り駅となる当駅にみどりの窓口を臨時に設置。
- 2002年（平成14年）4月：無人駅となり、阿知須町シルバー人材センターが駅員を派遣する簡易委託駅となる[6]。
- 2003年（平成15年）9月10日：駅舎内に「西京銀行ほっとバンク阿知須店」が開業[6]。
- 2005年（平成17年）10月1日：市町村合併に伴う山口市（第3次）成立に伴い、山口市が駅業務を受託する簡易委託駅となる。

## 駅構造
島式ホーム1面2線で、交換設備を有する地上駅。駅舎は下り線の東側に位置しており、そこから跨線橋がホームの新山口寄りへ伸びている。
地元自治体が駅業務を受託する簡易委託駅である。

### のりば
| のりば | 路線    | 方向 | 行先                     |
| ------ | ------- | ---- | ------------------------ |
| 1      | ■宇部線 | 下り | 宇部新川・居能・宇部方面 |
| 2      | ■宇部線 | 上り | 新山口行き               |

## 利用状況
1日の平均乗車人員は以下の通りである。
| 乗車人員推移 | 乗車人員推移 |
| 年度         | 1日平均人数  |
| ------------ | ------------ |
| 1999         | 494          |
| 2000         | 449          |
| 2001         | 436          |
| 2002         | 439          |
| 2003         | 394          |
| 2004         | 375          |
| 2005         | 367          |
| 2006         | 352          |
| 2007         | 336          |
| 2008         | 337          |
| 2009         | 287          |
| 2010         | 293          |
| 2011         | 309          |
| 2012         | 304          |
| 2013         | 325          |
| 2014         | 310          |
| 2015         | 335          |
| 2016         | 320          |
| 2017         | 328          |
| 2018         | 336          |
| 2019         | 311          |
| 2020         | 265          |
| 2021         | 260          |
| 2022         | 294          |

## 駅周辺
駅の周辺は山口市阿知須地区（旧・阿知須町）の中心地となっており、住宅や商店が集まっている。現在の駅前広場は、2001年（平成13年）に開催された山口きらら博に併せて整備されたものである。また、駅東側の国道190号沿線には、旧阿知須町の特定商業集積基本構想に基づき1992年（平成4年）に開業したショッピングセンター・サンパークあじすをはじめ、ロードサイド店舗が多数立地している。
| 行政機関・公共施設 - 道の駅きらら あじす - 山口市阿知須総合支所（旧・阿知須町役場） - 山口市立阿知須図書館 教育機関 - 阿知須幼稚園 - 山口市立阿知須小学校 - 山口市立阿知須中学校 公園 - きらら浜 - 山口県立きらら浜自然観察公園 - 山口きらら博記念公園 | 商業施設 - サンパークあじす - サンリブ阿知須店 医療機関 - 阿知須共立病院 - 阿知須同仁病院 金融機関 - 山口銀行阿知須支店 - 西中国信用金庫阿知須支店 郵便局 - 阿知須郵便局 |

## バス路線
駅前のロータリー（「阿知須駅」停留所）には秋穂方面に向かう路線バスと阿知須地域内を運行するコミュニティタクシーが発着している。
- 防長交通
  - サンパークあじす / 秋穂漁港入口
- あじす☆きららコミュニティタクシー[8]
  - 北東部循環線
  - 南部東西往復線

駅の約100メートル東側にある阿知須郵便局そばの「阿知須駅前」停留所には宇部市交通局の路線バスが発着している。
- 宇部市交通局
  - 新山口駅、宇部中央方面

## 隣の駅
西日本旅客鉄道（JR西日本）
■宇部線
岩倉駅 - 阿知須駅 - 岐波駅